# Ferrovia dell'Hegiaz
La ferrovia dell'Hegiaz  era una linea ferroviaria che attraversava la regione dell'Hegiaz, in Vicino Oriente, attraversando la Siria, la Giordania e l'Arabia Saudita.

## Storia

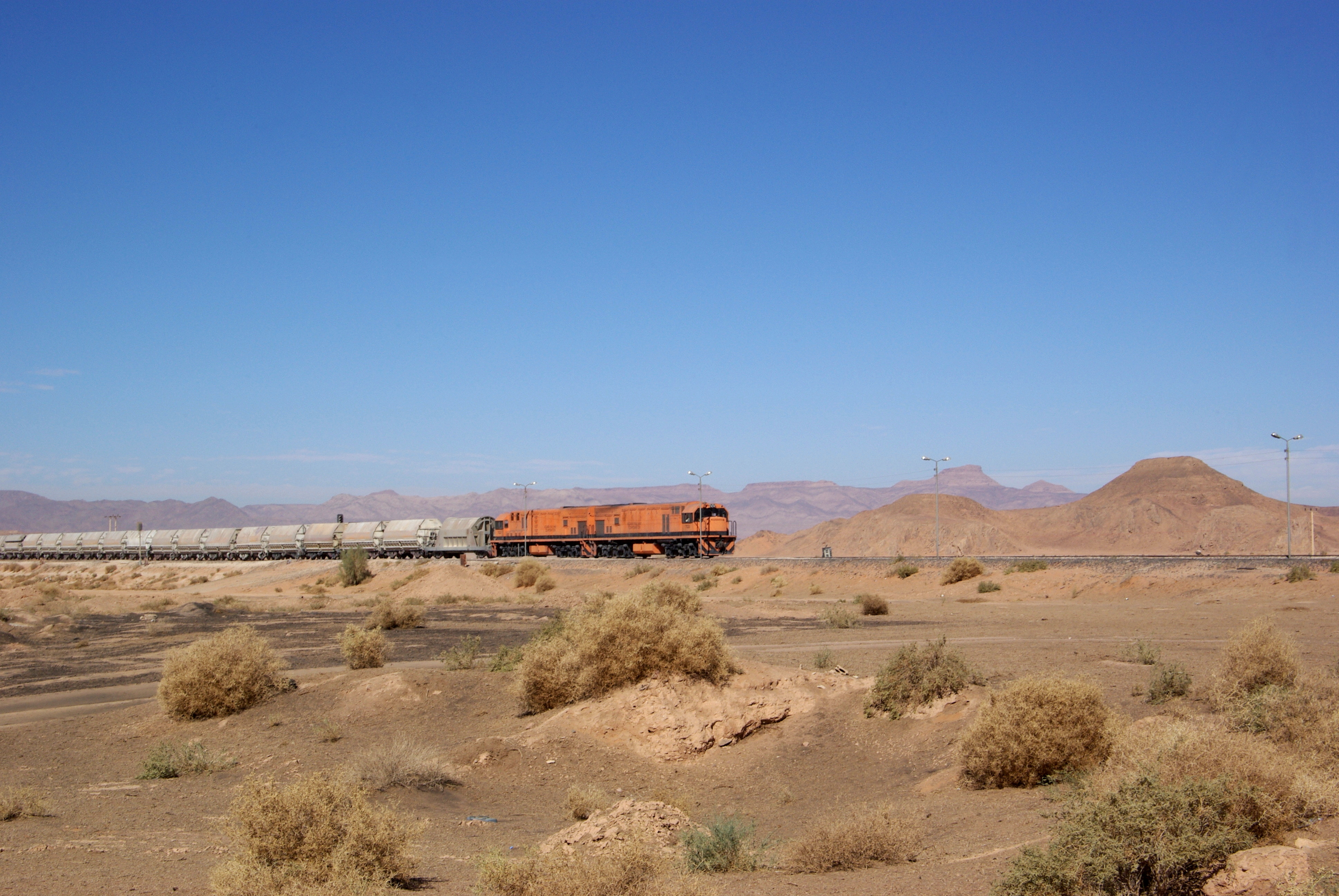
Treno merci sulla linea dell'Hegiaz

Sotto la supervisione dell’ingegnere capo Heinrich August Meissner Paşa, nel 1901 era iniziata la costruzione di una linea ferroviaria nello Hegiaz, che sarebbe andata da Damasco a Medina. Questa linea, progettata per accelerare il viaggio dei pellegrini del ḥajj, fu pagata quasi interamente da una sottoscrizione popolare di musulmani, che raccolse addirittura 75 milioni di franchi. Nel 1908 la linea era arrivata a Medina, e i piani erano di estenderla fino alla Mecca, consentendo cosí ai pellegrini musulmani di entrare dai porti ottomani evitando completamente la rotta dall’Egitto attraverso il Mar Rosso, dominata dai britannici.
L'inaugurazione fu il 1º settembre 1908, accorciata di 400 chilometri fino a Medina.
La linea fu danneggiata durante gli scontri della prima guerra mondiale ed anche durante la Guerra dei sei giorni.
La linea a scartamento ridotto (1050 mm) era di tutto rispetto, perlomeno per la sua lunghezza, 1322 km di percorso, in ambiente spesso di pieno deserto.
Attualmente la linea è in gran parte smantellata e distrutta. Della maggior parte, relativa alla Penisola araba, non restano che qualche terrapieno e alcuni manufatti.
L'unica parte tuttora esistente è nella parte settentrionale della Siria e nel nord della Giordania, ma mentre la parte giordana continua ad essere in esercizio, la parte siriana degradata e danneggiata non è più utilizzata.
È invece in pieno esercizio la diramazione giordana da Aqaba alle miniere di fosfati della Giordania meridionale.

## Diramazioni
Dal tronco principale Damasco-Medina partono altri due tronchi:
- ferrovia giordana dell'Hegiaz, diretta ad Amman, capitale della Giordania;
- ferrovia di ʿAqaba, diretta al porto di ʿAqaba, sull'omonimo golfo, e alle miniere di fosfati di Maʿān.

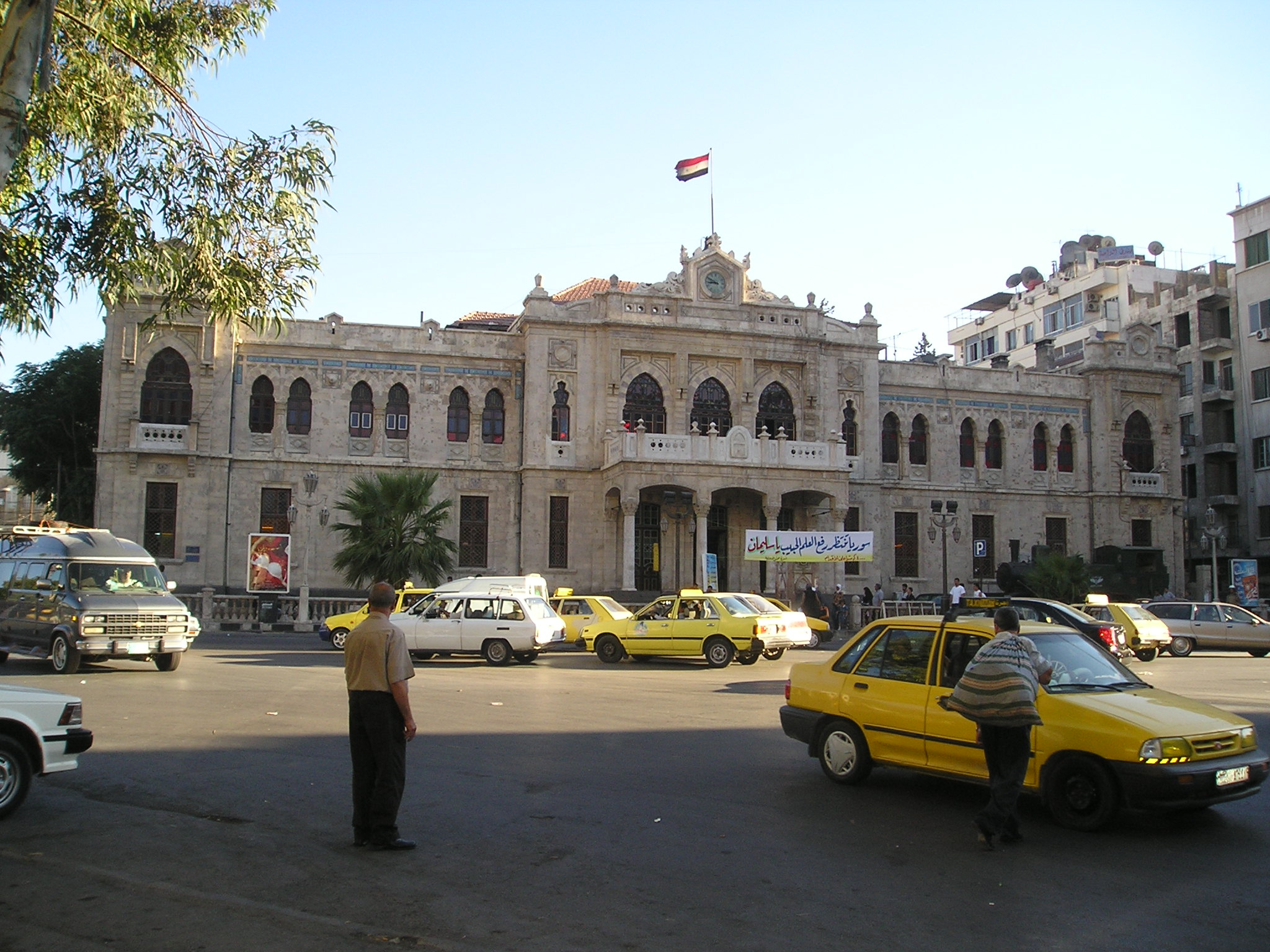
Stazione di Damasco